# Stadion Željezare
El Stadion Željezare es un estadio multipropósito situado en la ciudad de Nikšić que se encuentra situada en el oeste del país balcánico de Montenegro en Europa. En este estadio disputa sus partidos como local el Fudbalski Klub Čelik Nikšić de la Primera División de Montenegro. El estadio tiene unas dimensiones de 105 x 70 metros y una capacidad de 2000 espectadores. Al igual que la gran mayoría de los estadios montenegrinos no cumple la normativa UEFA. Cabe destacar que la afición del Čelik es una de las mayores de todo el país por lo que en ocasiones la capacidad del estadio es sobrepasada.